# Feinschuppiger Ritterling
Der Feinschuppige Ritterling (Tricholoma imbricatum) ist ein Blätterpilz aus der Familie der Ritterlingsverwandten (Tricholomataceae). Der mittelgroße Ritterling hat einen rot- bis haselbraunen Hut mit einer trockenen, filzig-faserigen Huthaut, die feinschuppig aufbrechen kann. Der Stiel ist nackt, ungestiefelt und ohne Ring. Das weiße, leicht bräunende Fleisch schmeckt mild bis bitterlich und hat einen unauffälligen Geruch. Der Mykorrhizapilz wächst in bodensauren Nadelwäldern, besonders unter Kiefern. Der ortshäufige Ritterling ist in nahezu ganz Europa verbreitet. Seine Fruchtkörper erscheinen von August bis November. Er wird auch Braunschuppiger oder Dachziegliger Ritterling genannt.

## Merkmale

### Makroskopische Merkmale
Der fleischige, oft breit gebuckelte Hut ist etwa 4–10 cm breit und dunkel oder heller haselbraun. Die Oberfläche ist trocken, dicht filzig-faserig und bricht im Alter meist feinschuppig auf. Die kleinen, eingewachsenen Schüppchen sind konzentrisch angeordnet. Die Hutmitte ist mehr oder weniger samtig und rotbraun, während der Hut zum Rand hin blasser ockerbraun gefärbt ist.
Die gedrängt stehenden und ziemlich breiten Lamellen sind weißlich bis cremefarben und werden schon bald rosabräunlich oder rostfleckig. Sie sind ausgebuchtet am Stiel angewachsen. Das Sporenpulver ist weiß.
Der 10–15 cm lange und bis zu 2 cm breite Stiel ist meist mehr oder weniger spindelig und/oder wurzelnd. Er ist weißlich bis blass braun, faserig gestreift bis locker rotbraun-faserschuppig. Zum Hut hin ist der Stiel deutlich blasser, zur Basis hin etwas bräunlicher gefärbt. Die Übergänge sind fließend, eine Ringzone ist nicht erkennbar. Der Stiel ist voll und fest und wird auf Druck hin braunfleckig.
Das Fleisch ist weißlich und in Madengängen (rot)-bräunlich. Der Geruch ist neutral und unauffällig und riecht auch im Schnitt niemals mehlartig. Das Fleisch schmeckt mild bis bitterlich.

### Mikroskopische Merkmale
Die mehr oder weniger ovalen, inamyloiden Sporen messen 5–8 × 4–5 µm. Die Hyphen der Epicutis sind keulig.

## Artabgrenzung
Der Feinschuppige Ritterling ist aufgrund seiner Merkmalskombination normalerweise problemlos bestimmbar. Seine wichtigsten Merkmale sind: 1. Der trockene, niemals schmierige, braune, derbfleischige und breit gebuckelte Hut. 2. Das Fehlen eines Rings oder einer Ringzone und 3. sein Vorkommen bei Kiefern. Es gibt noch einige weitere braune Ritterlinge, mit denen er verwechselt werden könnte. Diese haben aber normalerweise andere Begleitbäume. Recht ähnlich ist der Bärtige Ritterling (Tricholoma vaccinum). Er ist durchweg kleiner und dünnfleischiger und die Huthaut ist grober filzig-zottig. Der Hutrand ist bei diesem Pilz zottig behangen. Am ähnlichsten ist wohl der meist unter Birken wachsende Gelbblättrige Ritterling (Tricholoma fulvum). Er kann anhand seiner gelblichen Lamellen, dem gelblichen Fleisch und seinem Mehlgeruch erkannt werden.

## Ökologie und Verbreitung

Europäische Länder mit Fundnachweisen des Feinschuppigen Ritterlings.
Legende:
Länder mit Fundmeldungen
Länder ohne Nachweise
keine Daten
außereuropäische Länder

Der Pilz ist in Europa weit verbreitet und in allen Kiefernarealen Europas recht häufig. Er wurde auch in Nordamerika (USA, Kanada, Costa Rica) nachgewiesen.
Die Fruchtkörper des Mykorrhizapilzes erscheinen von September bis November in Nadelwäldern. Der wichtigste Begleitbaum ist die Kiefer, bisweilen wächst er auch bei Fichten. Laut M. Bon soll man ihn selten auch unter Pappeln oder Steineichen finden. Er wächst gerne auf mehr oder weniger sauren (Sand)böden.

## Systematik
Etymologie
das Lateinische Adjektiv imbricatus bedeutet dachzieglig und bezieht sich auf die schuppig aufspringende Huthaut. P. Kummer gab dem Pilz daher auch den deutschen Namen Dachziegliger Ritterling.
Der Feinschuppige Ritterling wurde 1815 erstmals von E.M. Fries in seinem Werk „Observationes Mycologicae“ als Agaricus imbricatus wissenschaftlich beschrieben und benannt. Durch die Erwähnung in seiner „Systema Mycologicum“ wurde dieser Name sanktioniert, sodass das ältere Homonym Agaricus imbricatus  Batsch (1786) illegitim wurde. 1871 transferierte P. Kummer den Pilz in die Gattung Tricholoma, wodurch der Feinschuppige Ritterling seinen heute gültigen wissenschaftlichen Namen bekam.
Neben dem Basionym Agaricus imbricatus Fr. existieren drei weitere homotypische Synonyme. 1828 degradierte C.H. Persoon das Taxon zur Unterart von Agaricus vaccinus und L. Quélet stellte es 1886 als Gyrophila imbricata in seine neu geschaffene Gattung Gyrophila,  während es J. Raithelhuber 1970 als Cortinellus imbricatus (Fr.) Raithelh. in die Gattung Cortinellus stellte. Beide Neukombination konnten sich aber nicht durchsetzen.
Daneben gibt es einige heterotypische Synonyme. 1987 beschrieb C. Kosina Tricholoma fusipes Kosina als neue Art. Allerdings hatte er dabei übersehen, dass es mit Tricholoma fusipes E. Horak (1964) schon ein älteres Homonym gab, weshalb der von ihm gewählte Name ungültig war. Deshalb gab er dem Taxon 1989 zusammen mit M. Bon den neuen Namen Tricholoma subfusipes Kozina & Bon. Doch bereits ein Jahr später stufte M. Bon das Taxon als Tricholoma imbricatum var. fusipes (Kosina) Bon, zur Varietät herab. Auch der von J. Velenovský 1920 beschriebene Ritterling Tricholoma subimbricatum wird heute von vielen Mykologen nicht mehr als eigenständige Art angesehen, sondern mit Tricholoma imbricatum synonymisiert.
M. Bon stellt den Feinschuppigen Ritterling in die Sektion Imbricata. Die Vertreter der Sektion haben irgendwie braune bis gelbocker oder rostocker gefärbte Hüte. Die Huthaut ist trocken und faserschuppig.

## Bedeutung
Milde Exemplare des Feinschuppige Ritterlings gelten als bedingt essbar. Man soll sie in kleinen Mengen als Mischpilze verwenden können. Dennoch raten viele Pilzexperten von dem Genuss brauner Ritterlinge ab, da viele Arten unverträglich sind, viele bitterlich schmecken und keine besonders wohlschmeckend ist. Laut M. Bon soll der Feinschuppige Ritterling ungenießbar oder schwach giftig sein. Gefährlich könnte eine Verwechslung mit dem ebenfalls unter Kiefern wachsenden Weißbraunen Ritterling (T.albobrunneum) werden. Dieser verursacht starke Verdauungsstörungen. Sein Fleisch riecht nach Mehl und der Hut ist schmierig.